# Saison 2014 des Cardinals de Saint-Louis
La saison 2014 des Cardinals de Saint-Louis est la 133e saison en Ligue majeure de baseball pour cette franchise et sa 123e dans la Ligue nationale.
Les Cardinals amorcent 2014 en tant que champions en titre de la Ligue nationale de baseball. À la traîne des Brewers de Milwaukee pour la majorité de 2014, les Cardinals les rattrapent durant l'été et, au terme d'une lutte à trois avec les Pirates de Pittsburgh, s'installent définitivement en première place le 1er septembre pour remporter un deuxième titre de section consécutif. Avec 90 victoires contre 72 revers, les Cardinals encaissent 7 défaites de plus qu'en 2013 mais mènent la division Centrale de la Ligue nationale avec deux matchs gagnés de plus que les Pirates. Il s'agit d'une 7e saison gagnante de suite, d'une 4e qualification consécutive et d'une 5e en 6 ans pour les séries éliminatoires. Les Cardinals sont derniers de la Ligue nationale en 2014 pour les coups de circuit, avec 105, leur plus bas total depuis 1992. Saint-Louis atteint la Série de championnat pour le 4e automne de suite mais, tout comme en 2012, sont éliminés par San Francisco.

## Contexte
Saint-Louis gagne 97 parties en 2013 et en perd 65. C'est la meilleure fiche de la Ligue nationale et la meilleure du baseball majeur avec celle des Red Sox de Boston de la Ligue américaine. Fort d'une 6e saison gagnante en autant d'années et d'une première place dans la division Centrale de la Ligue nationale, le club traverse avec succès les deux premières rondes des séries éliminatoires face aux Pirates et aux Dodgers et retrouve Boston en Série mondiale 2013. À leur 4e présence en 10 ans en finale, les Cardinals s'inclinent et concèdent le titre aux Red Sox.

## Intersaison

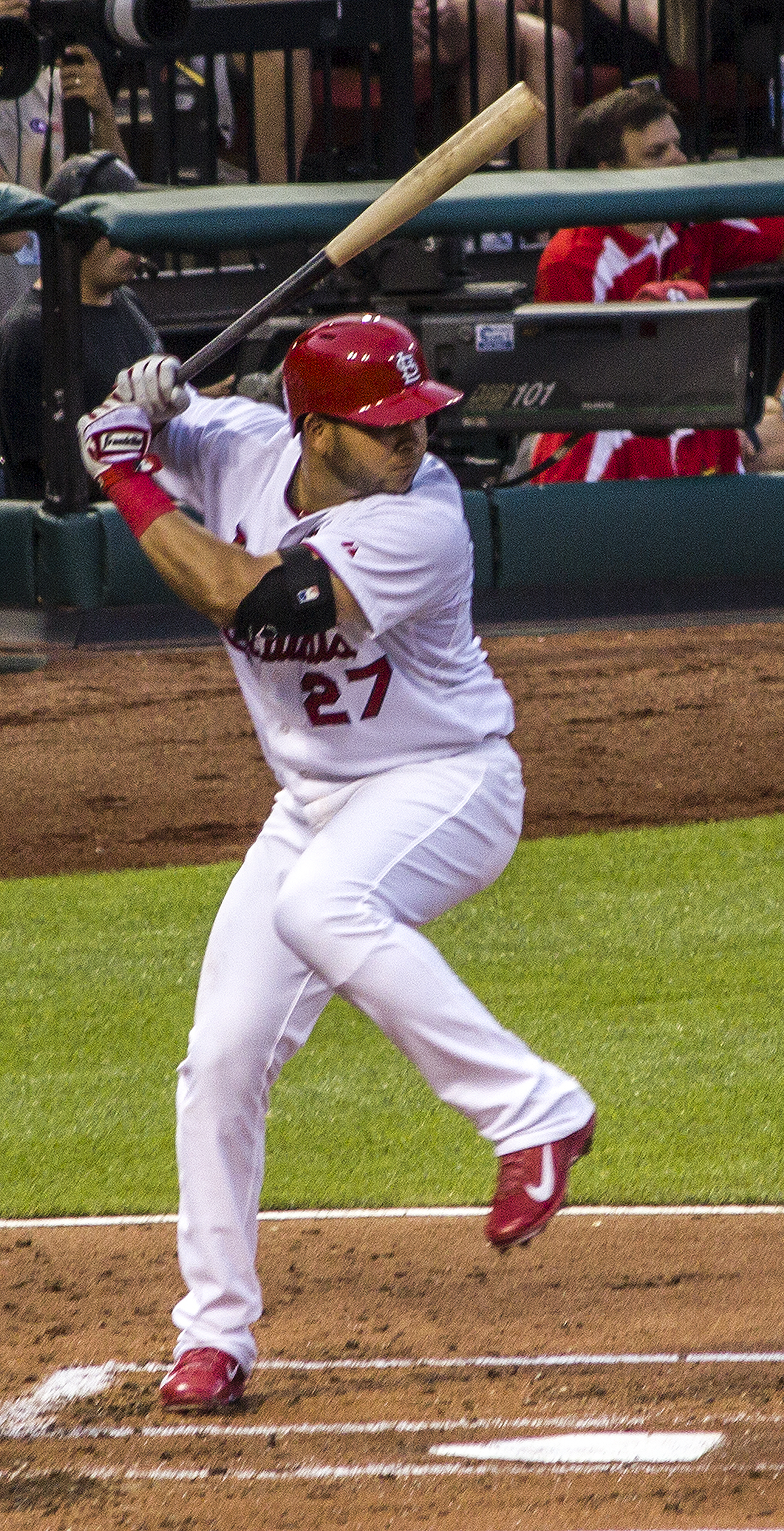
Jhonny Peralta, un joueur d'arrêt-court, signe un contrat de 4 ans avec les Cardinals.

Le 22 novembre 2013, les Cardinals échangent le joueur de troisième but et héros des séries éliminatoires de 2011, David Freese, aux Angels de Los Angeles, en compagnie du lanceur de relève droitier Fernando Salas. En retour, Saint-Louis obtient des Angels les voltigeurs Peter Bourjos et Randal Grichuk.
Le 24 novembre 2013, les Cardinals accordent un lucratif contrat de 53 millions de dollars pour 4 saisons à Jhonny Peralta, joueur d'arrêt-court qui évoluait depuis 2010 chez les Tigers de Détroit. Son arrivée permet de remplacer à l'arrêt-court le peu performant Pete Kozma et de pallier le départ chez les Marlins de Miami du vétéran Rafael Furcal, qui n'avait pas joué depuis août 2012 à la suite de blessures.
Le 16 décembre, le joueur de deuxième but Mark Ellis rejoint Saint-Louis après deux saisons chez les Dodgers de Los Angeles.
La plus lourde perte des Cardinals durant l'hiver 2013-2014 est celle du voltigeur étoile Carlos Beltrán. Devenu agent libre, celui qui a joué deux années pour les Cardinals rejoint les Yankees de New York, de qui il accepte le 19 décembre un contrat de 45 millions de dollars pour 3 saisons.
Les lanceurs de relève John Axford et Edward Mujica, des droitiers, quittent tous deux Saint-Louis. Le premier part chez les Indians de Cleveland tandis que le second, qui était le stoppeur des Cardinals en 2013, rejoint les Red Sox de Boston. Les Cardinals engagent sur un contrat des ligues mineures l'ancien releveur droitier des Athletics d'Oakland, Pat Neshek.
Enfin, le lanceur partant droitier Chris Carpenter, ancien gagnant du trophée Cy Young du meilleur lanceur de la ligue, annonce en novembre 2013 sa retraite, des blessures l'ayant contraint à une inactivité presque complète depuis la conquête de la Série mondiale 2011 par Saint-Louis.

## Calendrier pré-saison
L'entraînement de printemps 2014 des Cardinals se déroule du 28 février au 28 mars.

## Saison régulière
La saison régulière de 162 matchs des Cardinals débute le 31 mars par une visite aux Reds de Cincinnati et se termine le 28 septembre suivant. Le premier match local au Busch Stadium de Saint-Louis est joué contre ces mêmes Reds le 7 avril.

### Classement
| Ligue nationale (Division Centrale) | V  | D  | %    | Diff. | Diff. (séries) |
| ----------------------------------- | -- | -- | ---- | ----- | -------------- |
| Cardinals de Saint-Louis            | 90 | 72 | ,556 | -     | -              |
| Pirates de Pittsburgh               | 88 | 74 | ,543 | 2     | -              |
| Brewers de Milwaukee                | 82 | 80 | ,506 | 8     | 6              |
| Reds de Cincinnati                  | 76 | 86 | ,469 | 14    | 12             |
| Cubs de Chicago                     | 73 | 89 | ,451 | 17    | 15             |

### Mai
- 31 mai : Premier match dans les majeures et premier coup de circuit d'Oscar Taveras, des Cardinals[22].

### Juin
- 3 juin : Kolten Wong des Cardinals est nommé meilleure recrue du mois de mai 2014 dans la Ligue nationale[23].

### Juillet
- 30 juillet : Les Indians de Cleveland échangent le lanceur partant droitier Justin Masterson aux Cardinals contre le voltigeur des ligues mineures James Ramsey (en)[24].

### Septembre
- 21 septembre : Les Cardinals s'assurent d'une participation aux séries éliminatoires pour la 4e saison de suite et la 5e fois en 6 ans[25].
- 28 septembre : La défaite des Pirates de Pittsburgh à Cincinnati donne aux Cardinals un second titre consécutif de la section Centrale de la Ligue nationale[26].

### Octobre
- 7 octobre : Les Cardinals éliminent les Dodgers de Los Angeles trois victoires à une en Série de divisions, assurant leur retour en Série de championnat de la Ligue nationale pour la 4e année de suite[27].